# هیستوریا ماتماتیکا
مجله هیستوریا ماتماتیکا (به انگلیسی: Historia Mathematica: International Journal of History of Mathematics) یک مجله تخصصی دانشگاهی در زمینه تاریخ ریاضیات است که به وسیله الزویر به چاپ می‌رسد. این مجله در سال ۱۹۷۱ به وسیله کنت می به عنوان یک خبرنامه به چاپ رسید ولی از سال ۱۹۷۴ یعنی از چاپ ششم خود به صورت یک مجله تخصصی دانشگاهی درآمد و در آغاز خود کنت می و سپس برخی از مشهورترین تاریخنگاران ریاضیات ویراستاری آن را تا کنون به عهده داشته‌اند.

## ویراستاران
ویراستاران این مجله از آغاز بنیانگذاری تا کنون به شرح زیر بوده‌اند:

۱۹۷۴- ۱۹۷۷ کنت می

۱۹۷۷- ۱۹۸۵ جوزف داوبن

۱۹۸۵- ۱۹۹۴ ابرهارد کنوبلوخ

۱۹۹۴- ۱۹۹۶ دیوید ای رو

۱۹۹۶- ۲۰۰۰ کارن پارشال

۲۰۰۰- ۲۰۰۴ کریگ فریزر و اومرتو بوتاتزینی

۲۰۰۴- ۲۰۰۷ کریگ فریزر

۲۰۰۷- ۲۰۰۹ بنو فن دالن

۲۰۱۰ تا کنون جون بارو-گرین و نیکولو گویچاردینی